# بخش داربی (شهرستان مدیسون، اوهایو)
بخش داربی (به انگلیسی: Darby Township) یک منطقهٔ مسکونی در ایالات متحده آمریکا است که در شهرستان مدیسون، اوهایو واقع شده‌است.
 بخش داربی ۵۵٫۲ کیلومتر مربع مساحت و ۲٬۸۷۲ نفر جمعیت دارد و ۲۸۸ متر بالاتر از سطح دریا واقع شده‌است.